# Comes commerciorum
Le comes commerciorum est un fonctionnaire romain chargé du contrôle du commerce aux frontières de l'Empire byzantin. Il perçoit une taxe relativement élevée de 12,5 %, l’octava (« la huitième ») sur les importations comme sur les exportations. D'après la Notitia dignitatum, il y avait un comes commerciorum pour l'Illyricum, un pour la Mésie et le Pont, et un pour l'Orient et l'Égypte. Dans chaque ressort, des ports et des villes spécifiques étaient les seuls points de passage obligés des marchandises : Clysma (Suez) pour la mer Rouge, ou encore l'île de Iotabe dans le golfe d'Aqaba, Nusaybin pour le commerce avec la Perse sous Dioclétien puis Raqqa aux Ve et VIe siècles, Hiéron sur le Bosphore pour la Mer Noire.
La fonction de comes commerciorum apparaît au IVe siècle et vise entre autres à faire respecter l'interdiction d'exporter des produits stratégiques hors de l'Empire. Les matières concernées d'abord le sel, le blé, le fer, le bronze, les armes et les pierres à aiguiser ; s'ensuivent l'or en 375 puis l'huile et le vin. Après 425, il devient interdit de s'entretenir avec un marchand étranger sans que le comes commerciorum ne soit présent. À partir de 387, l'achat de soie devient une prérogative du comes commerciorum.